# Backstreet Boys

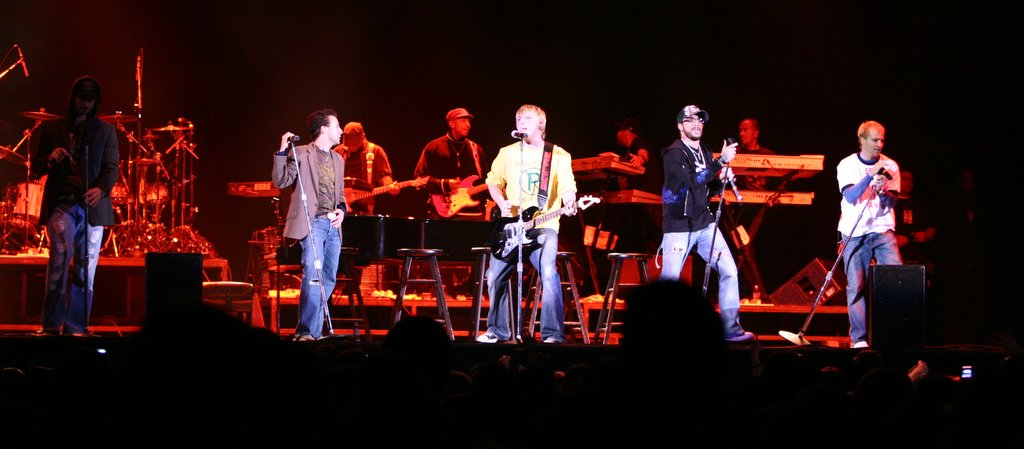
Backstreet Boys

Els Backstreet Boys (sovint abreujats com BSB) és un quintet vocal nord-americà de música pop. Van començar com un boy band el 1993, format per Nick Carter, Howie Dorough, AJ McLean i els cosins Brian Littrell i Kevin Richardson. Lou Pearlman va crear el grup el 1993 a la ciutat d'Orlando a l'estat de Florida. Van publicar un primer disc el 1995. Es considera com el boy band més influent dels anys 90 del segle xx. Tot i que la majoria dels boy band solen ser un fenomen efímer que s'acaba quan panseix l'encant de la jovinesa, a la segona dècada del segle xxi, amb gairebé cinquanta anys, continuen engrescant el públic i omplint les sales.

## Història
Lou Pearlman, un milionari resident a Florida, volia crear un boys band amb cinc nois que sabessin cantar i ballar. Per a això, va posar anuncis en periòdics locals i van ser seleccionats A.J. McLean, de quinze anys, i Howie Dorough, de vint, els quals ja es coneixien per haver acudit a les mateixes audicions a la recerca de treball. El tercer va ser un nen cantant i actor de tretze anys Nick Carter, «el ros dels Backstreet Boys» Nick va haver de decidir entre el grup i l'oferta del famós programa juvenil Mickey Mouse Club, del qual van sortir molts artistes com ara Justin Timberlake, Christina Aguilera, Britney Spears i Ryan Gosling.
El quart membre, Kevin Richardson, de vint-i-dos anys, procedia de Kentucky i treballava a Disney World com animador. Va haver un cinquè noi que després d'un temps va decidir sortir del grup per a començar una carrera en solitari, encara que aquest aspecte mai ha estat comentat pel grup i tampoc s'ha sabut més del supòsit cinquè membre. Davant aquesta fugida, Kevin va proposar el seu cosí, Brian Littrell, que va destacar des de petit en el cor de l'església. Així doncs, el 20 d'abril de 1993, Kevin va trucar Brian al seu institut de Lexington, Kentucky, on assistia a l'últim curs per convidar-la a participar en el grup. Després de comentar-lo amb la seva família, Brian, que tenia aleshores divuit anys, va volar a Orlando on després d'una prova, va entrar a formar part del grup.
Pearlman va contractar la parella Johnny i Donna Wright, exmanagers de New Kids on the Block, per a dirigir elnou equip però els Wright van voler evitar l'error comès amb NKOTB i van sotmetre als nois a durs entrenaments vocals i de ball, així com enregistraments en estudis, entre elles «I'll Never Find Someone Like You», «Give Me Your Heart», «Lay Down Beside Em» i «Tell Me That I'm Dreaming»; i concerts en locals, alguns d'aquests no recomanats per a nois tan joves com Nick.
El setembre de 1995, els nois van publicar un primer single, «We've Got It Goin' On», de l'elapé del mateix nom. La cançó va arribar el 69è lloc en la llista nord-americana Billboard. L'acollida a Florida va ser bona però no van tenir gaire succés en la resta del país. Van decidir publicar el disc a Europa, on reeixir molt bé, començant per Alemanya i Anglaterra. Aaron (1987-2022), el germà petit de Nick Carter, ja amb nou anys els va acompanyar com teloner. Amb el segon senzill, «Quit Playing Games (With My Heart)», la popularitat del grup va créixer. Als dos primers senzills, van seguir «I'll Never Break Your Heart» (‘Mai no et trencaré el cor’), «Get Down» i «Anywhere For You» (‘On vulguis jo aniré’). La fama mundial va venir amb el segon disc Bakstreet's Back de 1997.
Van començar el concerts primer a Alemanya, després per Anglaterra. A Espanya van arribar per primera vegada en l'any 1996 encara que no van donar importants concerts fins a març de 1997. El primer concert a Catalunya, al Palau Sant Jordi, davant un públic de gairebé vint mil adolescents va ser un succés considerable. Uns assistents havien campat quinze dies davant l'entrada per a assegurar-se un lloc a la primera fila. El 2015 van actuar a Badalona i el 2019 i el 2022 van tornar al Palau Sant Jordi a Barcelona.

## Versions
Davant els rumors de l'orientació sexual dels membres del boy band, Weird Al Yankovic va publicar el 2014 una paròdia de llur cançó «I Want It That Way» amb la cançó «Which Backstreet Boy Is Gay»(‘Quin backstreet boy és gai?’).

## Discografia
- Backstreet Boys
- Backstreet Back
- Millenium
- Black and Blue
- Greatest Hits: Chapter One
- Never Gone
- Unbreakable
- This is us
- In a World Like This
- DNA

## Guardons
El grup ha rebut vuit nominacions als premis Grammy sense mai no guanyar-ne un. El grup també ha rebut dos American Music Awards, cinc Billboard Music Awards, dos MTV Video Music Awards, un Juno Award i molts altres.